# 海辺のホテルにて
『海辺のホテルにて』（Hôtel des Amériques）は、1981年に公開されたフランスの映画。オフシーズンのビアリッツを舞台に過去に傷を持つ男女の恋愛を描く。監督はアンドレ・テシネ。出演はカトリーヌ・ドヌーヴやパトリック・ドヴェールなど。

## あらすじ

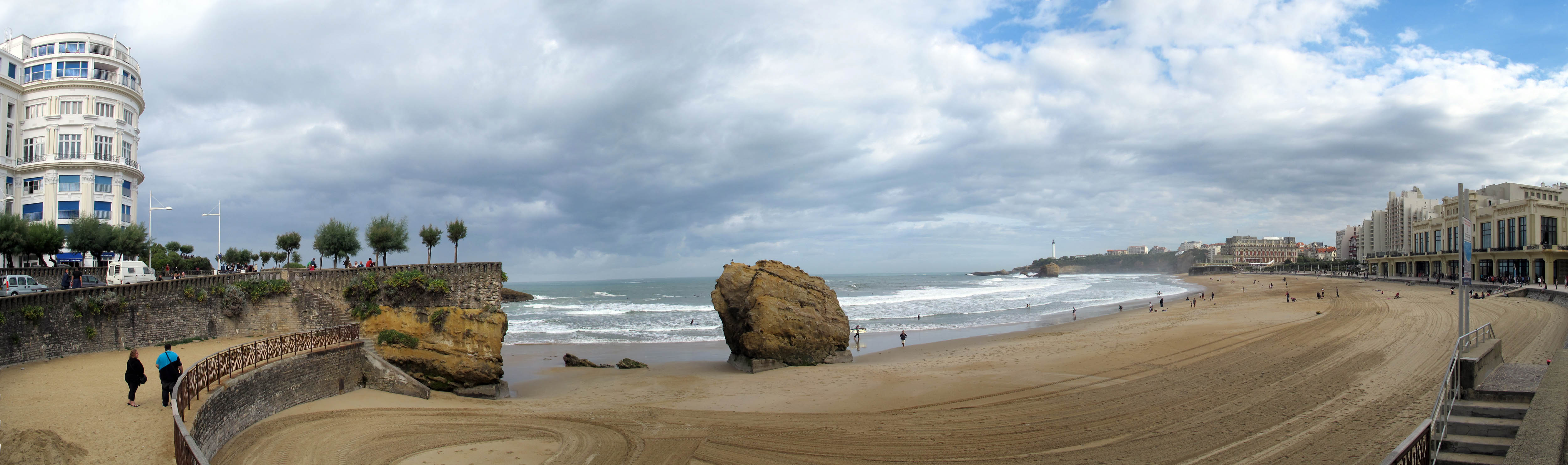
舞台となったオフシーズンのビアリッツ

## キャスト
※括弧内は日本語吹替（テレビ版・初回放送1990年10月31日 TBS『木曜シネマシアター』）
- エレーヌ：カトリーヌ・ドヌーヴ（岡本茉莉）
- ジル：パトリック・ドヴェール（原康義）
- べルナール：エティエンヌ・シコ（大塚芳忠）
- コレット：ジョジアーヌ・バラスコ（滝沢久美子）
- エリーズ：サビーヌ・オードパン（坂本千夏）

## スタッフ
- 監督：アンドレ・テシネ
- 製作：アラン・サルド
- 脚本：ジル・トーラン、アンドレ・テシネ
- 撮影：ブルーノ・ニュイッテン
- 音楽：フィリップ・サルド